# John Merritt Young
John Merritt Young (* 16. März 1922 in Little Rock, Arkansas; † 16. April 2008) war ein US-amerikanischer Jazzpianist und Arrangeur.
John Young wuchs in Chicago, Illinois auf, lernte als Kind das Klavierspiel und besuchte die DuSable Highschool.  Mit zwölf Jahren begann er aufzutreten; ein früher Einfluss war Earl Hines. 1939 bekam er einen ersten professionellen Job in einem Resort bei Grand Rapids (Michigan); danach spielte er in der Hausband in Joe's DeLuxe Club. Seinen Durchbruch hatte er als Mitglied der Andy Kirk Big Band, der er von September 1942 bis 1945 und erneut 1946/47 angehörte. Young trug in dieser Zeit auch eine Reihe von Arrangements bei. Nach seiner Rückkehr nach Chicago trat er in der Band von Dick Davis 1947–1950 auf. 1950 gründete Young eine eigene Formation, der der Schlagzeuger Eldridge „Bruz“ Freeman und der Bassist Leroy Jackson angehörten und mit der Aufnahmen für Seymour Records entstanden.
Von 1951 bis 1955 spielte Young bei Eddie Chamblee und wirkte an dessen Aufnahmen für Premium, Coral und United Records mit, bevor er 1955 mit einem eigenen Ensemble arbeitete.  Youngs Trio trat in den nächsten Jahren in der South Side von Chicago auf, wie in den Veranstaltungsorten Kitty Kat Club (611 East 63rd, mit der Sängerin Lorez Alexandria), der Pershing Lounge (755 East 64th), der Sutherland Lounge (46th and Drexel) und der Laura's 819 Lounge (819 West 59th).
1957 nahm er für das Chess-Sublabel Argo ein erstes Album auf, John Young Trio, gefolgt von Themes and Things (1961) und A Touch of Pepper (1963). Für das Label Delmark entstand Serenata (1959) und für das Major-Label Think Young (1987).
Während der 1970er Jahre spielte Young häufig bei Von Freeman und wirkte an dessen Aufnahmen für Atlantic (1972), Nessa (1975) und Daybreak (1977) mit. 1992 nahm er mit Freeman und Yusef Lateef ein Album für Lateefs YAL Label auf.